# جاك بايلي
جاك بايلي (بالإنجليزية: Jacques Bailly)‏ هو باحث في تاريخ العصور الكلاسيكية أمريكي، ولد في 1966.
كان جاك بايلي شخصية معروفة في مجال مسابقات التهجئة، حيث حقق فوزاً ملفتاً في مسابقة Scripps الوطنية لتهجئة الكلمات عندما كان في سن الرابعة عشرة، في عام 1980. منذ ذلك الحين، واصل بايلي مسيرته في هذا المجال، حيث بدأ بالعمل كمنطق كلمات في المسابقة منذ عام 2003.

## وصلات خارجية
- جاك بايلي على موقع IMDb (الإنجليزية)